# Соціологія політики
Соціо́логія полі́тики або політи́чна соціоло́гія  — галузева соціологічна теорія, предметом якої виступають взаємовідносини політичної сфери життя суспільства з іншими сферами суспільного життя, політичних інститутів з іншими соціальними інститутами. Предметом вивчення соціології політики виступають також політична свідомість і політична поведінка, політична культура і політична ідеологія, політичні процеси й, в цілому, діяльність індивідів і соціальних груп у сфері політики, механізми впливу їх на процеси функціонування влади.
Варто також зазначити, що соціологія політики слабко інституціалізована, зокрема це стосується й України. В сучасній поліпарадигмальній соціології, як і в сучасній науці, виокремлення спеціальних наукових теорій, їх предметна сфера викликає багато дискусій. Тіснота міждисципліних зв'язків також спричиняє недосконалість означення методів, предмету, наукового статусу соціології політики. В цьому контексті найбільше суперечок існує в розмежуванні соціології політики та політології.

## Історія
Соціологія політики, будучи частиною соціології, має з нею багато в чому спільну історію. Цим зумовлені контури еволюції її основних ідей і такі фактори як: періодизація, чинники розвитку, персоналії провідних дослідників, ряд особливостей подальшого теоретичного шляху. Історію соціології політики ділять на три періоди: протосоціологічний етап (до середини XIX ст.), класичний етап(ІІ половина XIX — до становлення соціології політики, початок XX ст. — власне, становлення соціології політики) і сучасний етап. Така періодизація сумісна і з історією соціології, і з етапами розвитку політології.

### Протосоціологічний етап
Кінець XVIII — початок XIX ст. ознаменував перехід європейських країн в капіталістичну епоху. Це породжувало нові соціальні та політичні феномени. На цьому тлі з'являється політекономія як відображення інтенсифікації товарообміну, становлення машинного виробництва, зрушень в соціальному складі суспільства. Слідом за сферою економіки наукова думка звернулася до суспільства, політики, які колись були виключно компетенцією верховної влади. Нові наукові конструкції, що здавалися сучасникам величними, в соціальній і політичній сферах з'явилися після відчутних ударів, нанесених монархічним «старим режимам» ряду країн. Слідом за Наполеонівськими війнами і Реставрацією Бурбонів публікуються праці утопічних соціалістів.
На цьому етапі важливими видаються праці Анрі Сен-Сімона та його учня Огюста Конта, що заклали підвалини науковості для суспільствознавства в цілому, і для соціології політики зокрема. Дотримуючись методології утопічних соціалістів, їм вдалося сконструювати універсальну класифікацію наук, побудовану на принципах соціального номіналізму (всупереч, соціальному реалізму попередників) та позитивізму (орієнтація на отримання об'єктивного, точного знання про суспільство, практична спрямованість). Як підсумок із їхньої класифікації виводився ідеальний політичний устрій суспільства підпорядкований елітам науковцій-соціологів.

### Класичний етап
Ідея Огюста Конта дали почин наступному етапу в соціологічній історії, а також появі нових універсальних систем з політичного перетворення суспільства. В цьому контексті варто приділити увагу внеску Карла Маркса в політичну і соціальну думку, який пов'язаний з аналізом суспільного виробництва, класів, класового панування і провідної ролі економічного фактора в житті суспільства. Його ідея про історичний процес як зміну суспільно-економічних формацій в багато чому плинула на подальшу історію соціальних наук, в тому числі й соціології політики. Крім того, Марксом було виділено ряд цінних категорій. Зокрема таких як громадянське суспільство і політичне суспільство, що дозволяє розмежувати політичну соціологію і політичну науку (політологію): перша переважно вивчає громадянське суспільство, друга — суспільство політичне.
До кінця XIX ст. соціологи вже почали розробляти проблеми політичного процесу, але ще в рамках жорсткого лінійного детермінізму, ньютонівського типу науковості. Варто також зазначити про становлення соціальної статистики як майбутнього методу політичної соціології. В цьому плані найбільше розвивалася Англія ІІ половини XIX ст. Це було пов'язано з реформізмом, з спробами зміни стану найбідніших верств та з вивченням феноменів бідності.
Визначилися зміни в питанні співвідношення суспільства та держави, природи влади. Особливе місце належить працям Алексіса де Токвіля (1805–1859), який показав владу в США як реалізацію ідеї суспільного договору, консенсусу заради реалізації цінностей. Це стало значною частиною англосаксонського внеску в політичну соціологію, бо відкривало шлях соціологічному освоєнню суспільства відмінного від традиційних європейських монархій. За Токвілем, асоціації громадян могли створювати націю та державу «знизу».

### Становлення соціології політики
До початку XX ст. в частині світу, де відбувалася модернізація, відбувся перелом в розвитку знань про суспільство. В загальній соціології він відбувся до Першої світової війни, їй тепер треба було відповідати на зрослу масовізацію суспільства і наростання ролі суспільних низів (наприклад, виникнення масових політичних партій). Наслідком стала активна диференціація соціологічних досліджень, в тому числі поява соціології політики.
Серед родоначальників соціології політики виділяється Макс Вебер. Поряд із його типологією соціальних дій та концепцією розуміючої" соціології, піонерним (особливо для політичної соціології) є методологічний канон «свобода від цінностей» (Wertfreiheit), який відобразив реакцію Вебера на небезпечну для науки і суспільства залученість вчених, аналітиків (не кажучи вже про політиків) в різні політичні акції. Основним пунктом веберівської соціології політики є пошук причин відмінності європейських суспільств від інших відомих. В соціології влади він шукає відмінності і взаємозв'язки між трьома основними сферами життя: між сферою влади, економіки та цінностей.
Для соціології політики головне значення має аналіз Вебера існуючих залежностей між владою і її легітимацією. Центральне поняття політичної соціології Вебера є «панування» (Herrschaft), яке він відрізняє від влади, що заснована на економічній силі. Панування — таке співвідношення між керуючим і керованим, при якому перший може нав'язувати другому свою волю шляхом обов'язкових наказів. Аналізуючи цю проблему, Вебер виходив із конструювання трьох ідеальних типів «традиційного панування», «харизматичного» та «легального». Два перших були необхідні соціологу для показу відмінності панування в Європі від панування легального.
Разом з тим, у соціологічному аналізі політичних процесів зберегла свою актуальність теорія політичних еліт, представлена у працях італійського політолога і соціолога Вільфредо Парето, а також соціолога і економіста Гаєтано Моска. Одна з центральних ідей цієї теорії полягає в тому, що неорганізованою більшістю населення тієї чи іншої країни править політична еліта, складова свого роду політичний чи правлячий клас. Цьому класу чуже оновлення свого персонального складу за рахунок поповнення з інших верств населення. Саме через замкнутість, відсутність припливу свіжих сил відбувається занепад культури, знижується активність, втрачається політична гнучкість. Наслідками деградації правлячої політичної еліти стають забуття загальнонаціональних інтересів у системі управління суспільством, застійні явища у вирішенні політичних завдань, що неминуче обумовлює політичні та соціальні конфлікти.

### Сучасний етап
Новий етап у розвитку політичної соціології пов'язаний з подіями Першої та Другої світової війни, а також революцією в Росії. Він формувався в міру того, як громадська думка освоювала проблему змін у світі. Стало ясно, що не «великі теорії», а предметні, в тому числі емпіричні, дослідження конкретних сфер суспільства визначають магістральний шлях суспільного розвитку. Тому з початку 20-х років відбувається становлення серед наук про суспільство самостійних політичної соціології та політичної науки.
Також політична соціологія реагувала на суспільні події другої половини XX ст. Держава переставала розглядатися виключно як орган панування класів, як орган пригнічення. Розширювався соціально-політичний простір для дії громадянського суспільства. До кінця XX ст. більшість об'єднань, держав бачили свою опору в громадянському суспільстві. Виборці стали формально основними суб'єктами політичних рішень. Стало зрозуміли, що XX ст. — період народних мас.
Звідси, набирали нового рівня дослідження громадської думки і електоральної поведінки, діючих в політиці суб'єктів, партій (Моріс Дюверже), рухів політичних груп. Від соціологічного опису деталей політичного процесу вчені йшли до аналізу політичних систем, в тому числі аналізу компоративного. Аналізувалися проблеми політичних конфліктів (Сеймур Ліпсет). Успіхи соціальної психології збагатили уявлення про політичну поведінку людей, про інтереси індивідів та їх груп. Це дало змогу знаходити шляхи їх задоволення, способи політичного контролю. Накопичення даних антропології дозволило підійти до освоєння нового рівня соціологічних проблем політичної культури (Габріель Алмонд).
Також в рамках соціології політики відбувалося осмислення світових змін XX ст. Важливим було формування теорій індустріального, а пізніше постіндустріального суспільства, модернізації, модерну, постмодерну, глобалізації, світ-системи. Перехід від концепції до концепції відбувався кожні 10-15 років (зокрема, від теорій еволюціонізму до модернізації, а зрештою до глобалізації/світ-системного аналізу). Через наростання глибини і темпу залучення в світову політику колишніх європейських колоній, осмислювалися проблеми їхнього розвитку та трансформації (постколоніальні студії).

## Предмет
На сьогоднішній час існує протиріччя в тлумаченні предметної області сенсу соціології політики, зокрема в застосуванні різних назв дисципліни, як-то «соціологія політики», «соціологія політичних відносин», «соціологія політичного життя». Така неузгодженість відображає нерівномірність і особливості розвитку національних шкіл, зміни в суспільствах і в політичній реальності. Так, до недавнього часу, соціологія політики в США розвивалася як дисципліна, що особливо звертала увагу на соціальні конфлікти та зміни, латентні та дисфункційні особливості політики (Сеймур Ліпсет). Водночас для німецької та французької соціології політики характерна увага до інститутів політики, держави, влади, права, порядку (Йозеф Шумпетер, Юрґен Габермас, Ніклас Луман, Моріс Дюверже, П'єр Бурдьйо). Британська школа є більш зацікавленою в аналізі історичного розвитку політичних явищ і передумов взаємовпливу між політикою та економікою (Лейн, Вайт).
Серед різноманітних підходів щодо предмета соціології політики найбільш поширеними зараз є такі:
- Визначення соціології політики як, насамперед, дисципліни, що вивчає політичну поведінку і свідомість людей, а також окремі явища політичного буття (наприклад, бюрократію, групи інтересів тощо). Цей підхід отримав розвиток у біхевіористському напрямку політичної науки, представленому, насамперед, у працях американських дослідників 1950—1960-х років.
- Виокремлення інституційних аспектів політики, соціальних механізмів виникнення та діяльності держави. Яскравим прикладом такого підходу є роботи Джованні Сарторі та Раймона Арона. Зокрема, Арон визначає соціологію політики як «науку, що займається певними інститутами, партіями, парламентами, адміністрацією сучасних суспільств»[10].
- Акцентування уваги на проблемах виникнення, розподілу та реалізації влади у суспільстві, виникнення розходження та конфлікту інтересів у публічній сфері соціальних взаємодій (Карл Шмідт, Єжи Вятр).
- Інституційно-системний підхід, який ґрунтується на уявленні про суспільство як складну систему соціальних відносин і політику, яка визначає порядок цих взаємозв'язків (Сеймур Ліпсет, Девід Хелд). Так, Хелд вважає, що ця наука (яку він фактично ототожнює з політичною наукою) має визначати складні зв'язки та відносини між різними аспектами соціального життя, а саме: державним устроєм, економікою та соціальною структурою — тобто тим, що обумовлює цілісність колективного життя[11].
- Інтегративно-соціологічний підхід, який орієнтується на визначення політичного поля як специфічної соціальної реальності, приділяє увагу соціальним механізмам його утворення та функціонування. Видатний французький соціолог П'єр Бурдьйо акцентує увагу на тому, що на відміну від політології, соціологія політики вивчає не конкретні партії, політичні течії або реальних політиків, а "соціальні механізми формування політичних інститутів і політичних думок"[12].

## Методологічні підходи
Методологічні підходи соціології політики ґрунтуються на видозмінені та доведені до інструментального рівня теоретичного надбання попередніх етапів соціології. Сучасні підходи можна розподілити на детерміністичні та конструктивістські.

### Детерміністичні підходи
Біхевіоризм та необіхевіоризмЙого представники вважають, що соціологія має займатися вивченням фактів людської поведінки. Біхевіоризм виражає неопозитивістські принципи. В сфері політичної соціології біхевіористи (Чарльз Мерріам, Гарольд Лассуел, Пол Лазарфельд) добилися значних успіхів при дослідженні електоральної поведінки, розробці анкетних опитувань.
МарксизмТут пояснення об'єктивної поведінки людей є головним поряд з їх мотивами і уявленнями. Основою існування та розвитку суспільства є практика, вона здійснюється під впливом дуже різних факторів. Зведення індивідуально до соціального, соціального до класового яскрава ознака марксизму. Сучасна теорія соціальних конфліктів багато в чому ґрунтується на марксизмові. Недолік — деперсоналізації практики, недооцінка особистісного.
ФункціоналізмВін акцентує увагу на інституціональних аспектах соціальної дії. Толкотт Парсонс розробив методологію системного секс функціоналізму, де суспільство є системою (в тому числі політичною) соціальних дій, всі елементи виконують функції. Мертон, запропонував видозмінений функціоналізм, призвав відмовитися від побудови загальних соціологічних теорій і зайнятися розробкою теорій середнього рангу (в тому числі соціологією політики). Спільним для обох є орієнтація на вивчення об'єктивних, зовнішніх факторів соціальної дії, недооцінка суб'єктивних.

### Конструктивістські підходи
СтруктуралізмОсновним розробником структуралістського підходу став антрополог Клод Леві-Строс. На відміну від попередніх напрямків, структуралізм розкрив роль внутрішніх, неусвідомлених факторів соціальної дії. Він найбільш прийнятний для дослідження спонтанних компонентів політичної комунікації і культури.
Символічний інтеракціонізмВін, на відміну від структуралізму, акцентує увагу на вивченні усвідомлених людьми елементів соціальної дії. Основний вклад вніс Джорж Мід. Він вважав, що будь-яка взаємодія людей включає обмін символами. Методологія інтеракціонізму передбачає використання методів за допомогою яких соціологи можуть виявляти раціональні основи поведінки людей.
ФеноменологіяРозглядає суспільство як невід'ємну «частину людського світу, яка створена людьми, ними населена і в свою чергу, яка створює людей в неперервному історичному процесі» Її методологія акцентує увагу на вивченні процедур, які використовуються людьми в ході конструювання соціального світу. В процесі пізнання, осмислення соціального світу люди створюють конструкції першого порядку, що є основою для конструкцій другого порядку. Підхід деякою мірою нехтує суперечністю свідомих та несвідомих аспектів, проте звертає увагу на технологію соціальної дії, чим надає теоретичне підґрунтя для використання політичних технологій.

## Основні поняття
Найважливіші поняття соціології політики виникають на перетині соціологічної та політологічної наукової сфери.

### Політична соціалізація
Описує набуття індивідом зразків орієнтації на поставлені суспільно-політичні питання. Тому що соціалізація стосується всього свідомого знання, навичок, поглядів та цінностей, що були засвоєні несвідомо, вона є досить складним поняттям і розуміється в контексті із політичною культурою та політичною комунікацією.

### Політична культура
Охоплює рівень знань та уявлень про політику, емоційне ставлення до неї, що мотивує політичну поведінку громадян. Визначає політичну поведінку індивідів і соціальних спільностей, надаючи їй певного змісту і спрямування, обумовлюючи в багато чому також характер і особливості конкретної політичної системи, політичний режим, динаміку і спрямованість політичних процесів.

### Політична комунікація
Визначається як процес, що охоплює політичну сферу життя людини, посередництвом якого відбувається спілкування між органами влади, політичними партіями, громадськими організаціями і рухами, посадовими особами, виборцями, населенням. Її обов'язковими складниками є комунікатор, повідомлення, канал, комунікант, реакція і зворотний зв'язок. Сам процес комунікації безперервний, проте його активізація спостерігається у виборчий період, коли застосовуються найрізноманітніші шляхи впливу на електорат з метою завоювання його прихильності.

### Суспільний рух
Означає суспільну активність або колективну поведінку (організовані та цілеспрямовані, іноді також спонтанні — дії, вчинки) великих мас людей — прошарків суспільства, класів, груп, котрі керуються якимись конкретними ідеями, цілями, мотивами і мають зовнішню загальну ціль, мету.

### Політична партія
Організована група громадян, що виражає інтереси тих чи інших соціальних верств і прагне до реалізації своєї мети шляхом боротьби за політичну державну владу та її використання.